# Corruption au Soudan
La corruption au Soudan est un phénomène économique et social. En 2023, le Soudan était à la 162e place du classement « indice de perception de la corruption » de l'ONG Transparency International qui classe un total de 180 pays.
La corruption est frein au développement économique, mais aussi une cause majeur de conflit interne, notamment les luttes pour le pouvoir. Selon la chercheuse Raphaëlle Chevrillon-Guibert, s'exprimant à propos de la guerre civile soudanaise en cours depuis 2023, « Les belligérants veulent le pouvoir pour accéder à des richesses, parce qu'au Soudan, il n'y a pas de richesse sans pouvoir. ». La richesse de pays en ressources naturelles, pétrolière jusqu'à l'indépendance du Soudan du Sud, puis essentiellement aurifère depuis cette partition du pays, alimente la prédation de cette économie de rente, dont les responsables tissent des alliances avec des « parrains » étrangers pour consolider leur pouvoir, au détriment de la population soudanaise.

## Prédation des ressources naturelles
La puissante milice du général soudanais Mohammed Hamdan Dogolo, les Forces de soutien rapide, s’est bâtie grâce au soutien matériel et financier des Émirats arabes unis depuis 2015, en échange duquel ce dernier met à disposition une partie de ses soldats au service d'Abou Dabi dans la guerre civile yéménite. Le soutien émirati matériel et financier aux FSR pendant la guerre civile soudanaise (depuis 2023) a pour but de leur donner, par l'intermédiaire du général soudanais, le contrôle des exploitations aurifères du Soudan (deuxième exportateur d’or du continent) ainsi qu'asseoir leur mainmise sur ses immenses terres agricoles fertiles du pays. Entre 2006 et 2016, plus de 2,3 millions d’hectares cultivables au Soudan sont passés sous contrôle étranger, selon l’organisation internationale GRAIN, principalement des pays du Golfe que l'aridité rend dépendants des importations alimentaires. Ainsi, pendant l'année 2024, pour « honorer leur engagement » envers leur riche parrain étranger, les FSR ont concentré leurs offensives sur l'État d'Al-Jazirah, le plus fertile du pays, où elle commettent des massacres de paysans pour s'accaparer des terres,.